# 凱爾賽邁基

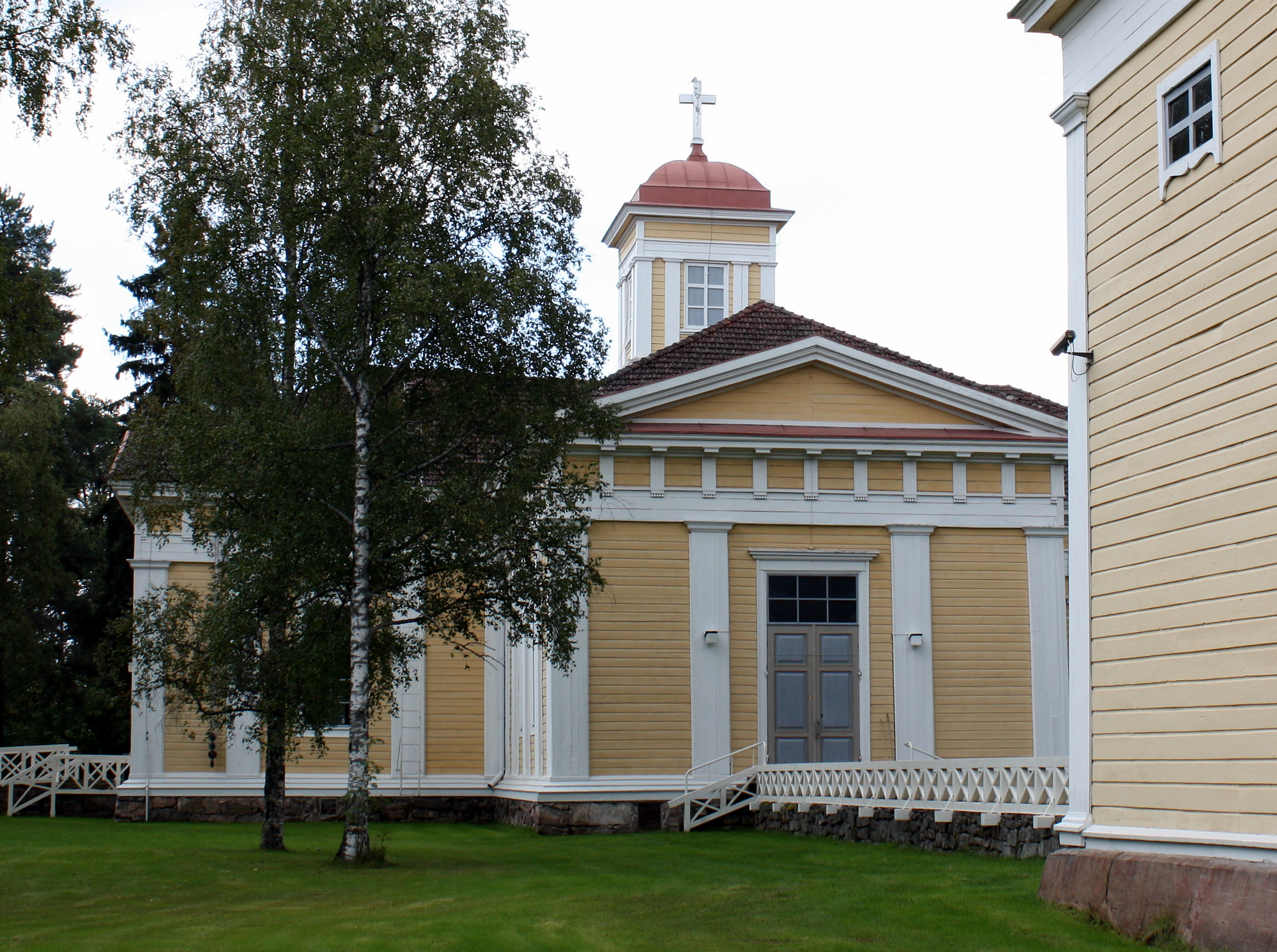
凱爾賽邁基教堂

凱爾賽邁基（芬蘭語：Kärsämäki）是芬蘭北博滕區的市鎮，位於該國中部，距離奧盧120公里，始建於1869年，面積700.87平方公里，2013年人口2,758，人口密度為每平方公里3.97人。

## 外部連結
- 凱爾賽邁基市镇官方网站 （文）